# Parocneria terebynthi
Parocneria terebynthi är en fjärilsart som beskrevs av Freyer 1839. Parocneria terebynthi ingår i släktet Parocneria och familjen tofsspinnare. Inga underarter finns listade i Catalogue of Life.